# Semmipalayam
Semmipalayam è una suddivisione dell'India, classificata come census town, di 6.188 abitanti, situata nel distretto di Coimbatore, nello stato federato del Tamil Nadu. In base al numero di abitanti la città rientra nella classe V (da 5.000 a 9.999 persone).

## Geografia fisica
La città è situata a 11° 00' 35 N e 77° 14' 03 E.

## Società

### Evoluzione demografica
Al censimento del 2001 la popolazione di Semmipalayam assommava a 6.188 persone, delle quali 3.265 maschi e 2.923 femmine. I bambini di età inferiore o uguale ai sei anni assommavano a 639, dei quali 340 maschi e 299 femmine. Infine, coloro che erano in grado di saper almeno leggere e scrivere erano 4.250, dei quali 2.510 maschi e 1.740 femmine.